# Fanzine de bande dessinée
Pour un article plus général, voir Fanzine.
 (septembre 2019).
Les fanzines de bande dessinée sont des publication imprimée créée et réalisée par des amateurs passionnés pour d'autres passionnés dans le domaine de la bande dessinée.
Les fanzines ont une place très importante dans l'histoire de la bande dessinée à partir des années 1960 aux États-Unis et au cours de la décennie suivante dans les pays d'Europe, notamment francophone.

## États-Unis
Les comics (bandes dessinées américaines) ont été mentionnées et discutées dès la fin des années 1930 dans les fanzines de la science fiction. Célèbre, la première version de Superman (un méchant à tête blanche) est apparue dans le troisième numéro du fanzine Science Fiction de Jerry Siegel et Joe Shuster en 1933. En 1936, David Kyle publie The Fantasy World, qui contenait des bandes dessinées produites par Kyle,. Malcolm Willits et Jim Bradley ont lancé The Comic Collector 's News en octobre 1947. En 1952, Ted White avait miméographié une brochure de quatre pages sur Superman, et James Taurasi avait publié la bande dessinée fantastique de courte durée. En 1953, Bhob Stewart a publié le EC Fan Bulletin, sur l'éditeur EC Comics.
Quelques fanzines emblématiques
- Das Kampf, 1963, par Vaughn Bodé. On[Qui ?] considère ce comic-book auto-publié comme le premier comix underground. Le même auteur fera aussi Junkwaffel (1972), Cheech Wizard, etc.
- God Nose, 1964, par Jack Jackson, souvent cité[Par qui ?] aussi comme premier comix de bande dessinée underground.
- Zap Comix, 1967-? , par Robert Crumb. Le dernier numéro paru (#15) date de 2004
- Air Pirates funnies, 1971, 2 numéros (?), qui pastichait avec talent des bandes dessinées historiques (Krazy Kat ou Mickey Mouse) et qui valut à l'auteur Bobby London de se voir poursuivi par la compagnie Disney dans un procès retentissant. Autres auteurs : Gary Hallgren, Dan O'Neill et Ted Richards.
- Arcade, The Comics Revue, 1975-1976. Avec entre autres Art Spiegelman, Robert Crumb, Aline Kominsky, Gilbert Shelton, Harvey Kurtzman et plusieurs dizaines d'autres. Tiré à 25 000 exemplaires, on ne peut plus réellement parler d'un fanzine.
- Cerebus, par Dave Sim. Sans doute la plus longue série auto-publiée.
- Tits & Clits, 1973-1987, 7 numéros. Un fanzine exclusivement féminin, aux préoccupations féministes militantes. D'abord animé par Joyce Sutton et Lyn Chevli, rejointes par Roberta Gregory, Ruth Lynn et bien d'autres.
- Wimmen's Comix, collectif féminin, 17 numéros.
- American Splendor, par Harvey Pekar.
- Dynamite Damsels, 1976, par Roberta Gregory.
- Fat Freddy's Cat, par Gilbert Shelton.

## Europe

### France et Belgique
En France et en Belgique, notamment, on voit apparaître deux sortes de fanzines très différents : 
- d'une part les fanzines dont les auteurs veulent devenir professionnels de la bande dessinée chez de grands éditeurs,
- et, d'autre part, ceux qui sont réalisés dans un esprit plus contestataire, proche de l'underground américain.

Vers la fin des années 1970 et pendant la décennie suivante, apparaissent les graphzines, aux prétentions artistiques évidentes (souvent issus d'écoles d'art d'ailleurs). 
Au début des années 1990, de nombreux projets professionnels naissent du fanzinat et deviennent ce qu'on appelle aujourd'hui la bande dessinée indépendante ou bande dessinée alternative. Le fanzinat reste une plateforme importante pour la micro-édition.
Quelques fanzines emblématiques
- Actuel (1967-1994)
- Quetton (1967)
- Le Citron hallucinogène, Bernard Blanc (1972)
- Le Rictus occitan (1973-1976)
- Le petit Mickey qui n'a pas peur des gros d'Yves Frémion (1974)
- PLGPPUR (1978)
- Le Petit Psikopat illustré (1982), devenu un magazine professionnel
- Sortez la chienne, Jean-Jacques Tachdjian (1986)
- Chacal Puant, par Stéphane Blanquet (1990])
- La Pieuvre, par Thierry Guitard (1990)
- Le Goinfre (1990-1995)
- Jade (1991-1995), devenu un magazine professionnel
- Rêve-en-Bulles (1991-1997)
- Auracan (1993-1999)
- Atomik (Fanzine Sexplosif du Docteur JPP & de ses amis. 1984-2005)
- Dragon Ball Multiverse (créé en 2008 par deux Français), suite non officielle de Dragon Ball Z à dimension internationale par son succès[4] et son équipe de bénévoles (auteurs, dessinateurs, traducteurs) sur plusieurs continents (version webcomic disponible dans une trentaine de langues[5]).
- Vite (création en 2012), un fanzine Bruxellois de bande dessinée et d'illustration. Chaque numéro est lié à un thème sur lequel les participants donnent leur libre interprétation[6].

## Afrique

### Maroc
Quelques fanzines emblématiques :
- BÉDO, magazine gratuit distribué à Casablanca (2008-2012)
- Ramadan Hardcore, (BD hebdomadaire marocaine sur le net) (2012 - en cours)
- skefkef, (un peu gluant mais appétissant) fanzine de BD payant (2013 - en cours)
- Le Guide Casablancais, album BD version bilingue (2015- en cours)
- la période inconnue fanzine de BD payant (2016- en cours)